# Pina (fiume)
La Pina (in bielorusso Піна?, in russo Пи́на?) è un fiume della Bielorussia, affluente di sinistra del fiume Pryp''jat'. Esso scorre per circa 40 km nel territorio del voblasc' di Brest, e costituisce parte del Canale Dnepr-Bug.
La città di Pinsk, situata sul suo corso, deriva il suo nome da quello del fiume.